# Саванья, Норберт
Норберт Саванья (1976—2010) — венгерский пловец в ластах, многократный чемпион мира.

## Карьера
На четырёх чемпионатах мира Норберт Саванья становился чемпионом. Победитель и призёр Всемирных игр 1997 года. Четырёхкратный чемпион Европы. 67-кратный чемпион Венгрии. Внёс огромный вклад в развитие подводного спорта в Венгрии.
После окончания спортивной карьеры работал адвокатом. Страдая депрессией, принимал различные препараты. Как он заявил в одном из интервью: «Моя история не единичный случай. Многие из бывших спортсменов не смогли интегрироваться в гражданскую жизнь». Покончил жизнь самоубийством, перерезав вены после приёма спиртного с наркотическими веществами, в сентябре 2010 года.